# H. F. Copland & Company
H. F. Copland & Company war ein britischer Hersteller von Fahrrädern und Automobilen.

## Unternehmensgeschichte
Das Unternehmen hatte seinen Sitz ursprünglich an der Brockley Road im Londoner Stadtteil Forest Hill und später an der Stanstead Road 108–110 im gleichen Ort. Etwa 1875 begann die Produktion von Fahrrädern. 1900 ergänzten Automobile das Sortiment. Der Markenname lautete Grand National. Im gleichen Jahr endete die Automobilproduktion.

## Automobile
Im Angebot standen Quadricycles, also von einem Motorrad abgeleitete, vierrädrige Fahrzeuge mit Frontsitz für den Passagier. Der Motor mit 2,75 PS Leistung war im Fahrzeugrahmen montiert. Der Motor kam je nach Quelle von De Dion-Bouton oder von Motor Manufacturing Company.